# كريس مان (كاتب)
كريس مان (بالإنجليزية: Chris Mann)‏ هو ملحن وكاتب أسترالي، ولد في 1949 في ملبورن في أستراليا، وتوفي في 12 سبتمبر 2018.

## وصلات خارجية
- كريس مان على موقع ميوزك برينز (الإنجليزية)
- كريس مان على موقع ديسكوغز (الإنجليزية)